# Run Run LAN!
『Run Run LAN!』(런 런 란!)은 2009년 4월부터 10월까지 독립 UHF방송을 통해 방송된 음악정보프로그램으로 총 26회 방송되었다.

## 개요
란티스의 설립 10주년을 기념하기 위해 방송되었으며 란티스 단독으로 스폰싱하는 방송이다. 이러한 연유로 MC나 게스트는 란티스와 관련된 레이블에 소속된 가수나 그룹이 등장한다.
독립 UHF방송을 통해 방송되는 것 이외에 니코니코 동화 내의 니코니코 생방송에서도 방송 되었다. 니코니코 생방송에 지상파에서 방송된 프로그램이 정기적으로 방송되는 것은 상당히 드문 케이스이다. 덧붙여 니코니코 생방송으로 방송된 직후에는 『Lantis 채널』에서도 기간 한정으로 전달되고 있었다.(상세한 내용은 #방송국을 참조）
또한 2009년 12월 말에는「란티스 마츠리 스페셜」이란 제목으로 60분의 라이브 이벤트 다이제스트 특별 프로그램이 방송되었다.(지상파는 TV 사이타마 한정)

## 사회자
- 카게야마 히로노부[3]
- 엔도 마사아키[3]

## 정기 코너
게스트 토크 코너
매주 게스트를 초청해서 벌이는 토크(제 7회부터 스튜디오에 전용 세트가 마련 됨)
LANTimeS
소속 아티스트들의 라이브 영상을 방송
부탁해R
길거리 인터뷰나 메일로 모집된 질문이나 부탁을 게스트에게 대답하게 하는 코너. 질문 항목은 SofTalk 를 사용한 음성 합성으로 읽어 내릴 수 있으며 화면에 표시된 문장 그대로가 아닌 약간 프랑크한 표현으로 변형된다.
나츠코오시(5회 부터)
Lantis에서 발표되는 신보를 아소 나츠코가 소개한다.。

## 단막 코너
NEW RELEASE（1회~4회）
스피어 특집. 코멘트와 PV 촬영 현장을 방송
JAM Project WORLD FLIGHT 2008 No Border를 되돌아 본다（1회~4회）
JAM Project 월드 투어의 영상을 방송.
JAM Project 팬 약 50명에게 묻는다（3회）
JAM Project의 팬 앙케이트
란티스 마츠리 기자회견（9회）
2009년 9월 26일, 9월 27일애 개최되는 라이브 이벤트『란티스 마츠리』의 제작 기자회견 현장을 방송.
알려주세요! 선배님（17회）
SKE48의 멤버들이 사회자인 카게야마 히로노부, 엔도 마사아키에게 질문한다.
일필입혼（20회）
서예 사범 대리 자격을 가진 페이란과 카게야마 히로노부가 서예로 승부를 벌인다.
Rey의 본격!!（25회）
본격 애니송 밴드인 Rey에게 TV 애니메이션이나 애니메이션 주제가에 관한 질문을 한다.

## 게스트
| 방송 횟수 | 방송일（tvk） | 방송일（KBS） | 방송일（TVS） | 방송일（니코니코 동화） | 특집 아티스트          |
| --------- | ------------- | ------------- | ------------- | ----------------------- | ---------------------- |
| 1회       | 4월 7일       | 4월 9일       | 4월 10일      | 5월 1일                 | JAM Project            |
| 2회       | 4월 14일      | 4월 16일      | 4월 17일      | 5월 1일                 | JAM Project            |
| 3회       | 4월 21일      | 4월 23일      | 4월 24일      | 5월 1일                 | JAM Project            |
| 4회       | 4월 28일      | 4월 30일      | 5월 1일       | 5월 8일                 | JAM Project            |
| 5회       | 5월 5일       | 5월 7일       | 5월 8일       | 5월 15일                | 히라노 아야            |
| 6회       | 5월 12일      | 5월 14일      | 5월 15일      | 5월 22일                | 히라노 아야            |
| 7회       | 5월 19일      | 5월 21일      | 5월 22일      | 5월 29일                | 아소 아츠코            |
| 8회       | 5월 26일      | 5월 28일      | 5월 29일      | 6월 5일                 | marble                 |
| 9회       | 6월 2일       | 6월 4일       | 6월 5일       | 6월 12일                | yozuca*                |
| 10회      | 6월 9일       | 6월 11일      | 6월 12일      | 6월 19일                | 스즈무라 켄이치        |
| 11회      | 6월 16일      | 6월 18일      | 6월 19일      | 6월 26일                | 이와타 미츠오          |
| 12회      | 6월 23일      | 6월 25일      | 6월 26일      | 7월 3일                 | 신타니 료코            |
| 13회      | 6월 30일      | 7월 2일       | 7월 3일       | 7월 10일                | 치하라 미노리          |
| 14회      | 7월 7일       | 7월 9일       | 7월 10일      | 7월 17일                | 쿠리바야시 미나미      |
| 15회      | 7월 14일      | 7월 16일      | 7월 17일      | 7월 24일                | 하시모토 미유키        |
| 16회      | 7월 21일      | 7월 23일      | 7월 24일      | 7월 31일                | 스피어                 |
| 17회      | 7월 28일      | 7월 30일      | 7월 31일      | 8월 7일                 | SKE48                  |
| 18회      | 8월 4일       | 8월 6일       | 8월 7일       | 8월 14일                | Little Non             |
| 19회      | 8월 11일      | 8월 13일      | 8월 14일      | 8월 21일                | 미사토 아키            |
| 20회      | 8월 18일      | 8월 20일      | 8월 21일      | 8월 28일                | 페이란                 |
| 21회      | 8월 25일      | 8월 27일      | 8월 28일      | 9월 4일                 | 『란티스 마츠리 특집』 |
| 22회      | 9월 1일       | 9월 3일       | 9월 4일       | 9월 11일                | 시이나 헤키루          |
| 23회      | 9월 8일       | 9월 10일      | 9월 11일      | 9월 18일                | 요정제국               |
| 24회      | 9월 15일      | 9월 17일      | 9월 18일      | 9월 25일                | CooRie                 |
| 25회      | 9월 22일      | 9월 24일      | 9월 25일      | 10월 2일                | Rey                    |
| 26회      | 9월 29일      | 10월 1일      | 10월 2일      | 10월 9일                | 『총집편』             |

## 방송국
| 방송지역   | 방송국            | 방송기간                                                                       | 방송시간 | 비고                                 |
| ---------- | ----------------- | ------------------------------------------------------------------------------ | --- | ------------------------------------ |
| 가나가와현 | tvk               | 2009년 4월 7일 - 9월 29일                                                      | 화요일 26:45 - 27:15 (수요일 2:45 - 3:15)                                                                                  |                                      |
| 교토부     | KBS교토           | 2009년 4월 9일 - 6월 25일 2009년 6월 25일 - 7월 23일 2009년 7월 2일 - 10월 1일 | 목요일 25:00 - 25:30(금요일 1:00 - 1:30) 목요일 25:45 - 26:15(금요일 1:14 - 2:15) 목요일 25:30 - 26:00(금요일 1:30 - 2:00) | 2일 지연                             |
| 사이타마   | 테레타마          | 2009년 4월 10일 - 7월 3일 2009년 7월 10일 - 7월 30일 2009년 8월 7일 - 10월 2일 | 금요일 24:30 - 25:00(토요일 0:30 - 1:00) 금요일 25:00 - 25:30(토요일 1:00 - 1:30) 금요일 24:30 - 25:00(토요일 0:30 - 1:00) | 3일 지연키 스테이션                  |
| 일본 전국  | 니코니코 생방송   | 2009년5월 1일 - 10월 9일                                                       | 금요일 19:00 - 19:30 | 10일 지연                            |
| 일본 전국  | Lantis 채널       | 2009년 5월 1일 - 10월 9일                                                      | 금요일 19:30경 갱신 | 1주간 한정으로 갱신 니코니코 동화 내 |
| 일본 전국  | Lantis공식 페이지 | 2009년 5월 1일 -                                                               | 부정기 갱신 | YouTube 내                           |

TV 사이타마가 사실상의 키스테이션 역할을 하고 TV 가나가와에서 3일, KBS교토에서 1일 앞서서 방송한다.

## 오프닝 곡
| 사용회 | 곡명                 | 가수          | 비고 |
| ------ | -------------------- | ------------- | ---- |
| 1~8    | Set me free          | 히라노 아야   |      |
| 9~13   | Tomorrow's chance    | 치하라 미노리 |      |
| 14~22  | Super Driver         | 히라노 아야   |      |
| 23~26  | 금목서(キンモクセイ) | 오노 다이스케 |      |

## 엔딩곡
| 사용회 | 곡명             | 가수        | 비고                                                                             |
| ------ | ---------------- | ----------- | -------------------------------------------------------------------------------- |
| 1~8    | Future Stream    | 스피어      | 『첫사랑 한정』의 오프닝 테마이지만 어느 쪽에서도 방송하지 않았다.               |
| 9~13   | Brand New World  | 아소 나츠코 | 『진 마징가 충격! Z편』의 엔딩테마이지만 어느 쪽에서도 방송하지 않았다.          |
| 14~22  | Super Noisy Nova | 스피어      | 『하늘 가는대로』오프닝 테마이지만 테레타마 이외의 방송국에서는 방송되지 않았다. |
| 23~26  | Chimeric voice   | 시미즈 아이 |                                                                                  |

## 제작 스태프
- 제작협력：TV 사이타마 뮤직、U-NET
- 기술렵력：ROW
- 제작：베스트 필드
- 기획・제작자 및 저작：란티스